# 阿布德瓦克
阿布德瓦克是索马里中部的加勒古杜德州阿布德瓦克區的一个城镇。割据索马里中南部部分地区的准军事团体「先知的信徒」的总部设于此城。